# Vivaldi (krater)
Vivaldi är en nedslagskrater på planeten Merkurius, med en diameter på ungefär 213 kilometer.
1976 uppkallades kratern efter den italienske tonsättaren Antonio Vivaldi.